# Paradoks sevanja nabitih delcev v gravitacijskem polju
Paradóks sévanja nabítih délcev v gravitácijskem pólju (ali paradóks nabója v gravitácijskem polju) je navidezni fizikalni paradoks v kontekstu splošne teorije relativnosti. Nabiti delec v mirovanju v gravitacijskem polju, kot na primer na Zemljinem površju, mora podpirati sila, da ne pade. Po načelu ekvivalentnosti ga je nemogoče razločevati od delca v ravnem prostor-času, ki ga pospešuje sila. Maxwellove enačbe pravijo, da bi moral pospešeni električni naboj sevati elektromagnetno valovanje, vendar se takšnega sevanja ne opazi pri mirujočih delcih v gravitacijskih poljih.
Eden prvih, ki je proučeval ta problem, je bil Max Born v svojem članku iz leta 1909 o posledicah naboja v enakomerno pospešenem sistemu. Zgodnje pomisleke in možne rešitve so izpostavili Wolfgang Ernst Pauli (1918), Max von Laue (1919) in drugi, vendar je najbolj priznano delo na to temo razrešitev Thomasa Fultona in Fritza Rohrlicha iz leta 1960.

## Ozadje
To je standardni rezultat iz Maxwellovih enačb klasične elektrodinamike, da pospešeni električni naboj seva. To pomeni, da proizvaja električno polje, ki upada kot {\displaystyle 1/r\!\,} poleg svojega mirovnega sistema Coulombovega polja {\displaystyle 1/r^{2}\!\,}. To sevalno električno polje ima spremljajoče magnetno polje in celotno nihajoče elektromagnetno sevalno polje se širi neodvisno od pospešenega naboja ter odnaša gibalno količino in energijo. Energijo v sevanju zagotavlja delo, ki pospešuje naboj.
Splošna teorija relativnosti je zgrajena na načelu ekvivalentnosti gravitacije in vztrajnosti. To načelo navaja, da je s krajevnimi meritvami nemogoče ločiti, ali je nekdo v gravitacijskem polju ali ga kaj pospešuje. Dvigalo v globokem vesolju, daleč od katerega koli planeta, bi lahko svojim potnikom posnemalo gravitacijsko polje, če bi ga bilo mogoče nenehno pospeševati »navzgor«. V fizikalnih zakonih ni razlike, ali je pospešek posledica gibanja ali gravitacije. Lahko se ga razume tudi v smislu ekvivalentnosti gravitacijske mase in vztrajnostne mase. Masa v Newtonovem splošnem gravitacijskem zakonu (gravitacijska masa) je enaka masi v drugem Newtonovem zakonu gibanja (vztrajnostna masa). Izničijo se, če se jih enači z rezultatom, ki ga je leta 1638 odkril Galileo Galilei, da vsa telesa padajo z enako hitrostjo v gravitacijskem polju, neodvisno od njihove mase. Znano demonstracijo tega načela je izvedel astronavt David Scott  na Luni med odpravo Apollo 15, ko je istočasno spustil kladivo in pero, ki sta istočasno padla na Lunino površje.
S to ekvivalentnostjo je tesno povezano dejstvo, da gravitacija pri prostem padu izgine. Pri telesih, ki prosto padajo v dvigalu, katerega kabel je prerezan, vse gravitacijske sile izginejo in stvari začnejo izgledati kot prosto lebdeča odsotnost sil, kot se jih vidi na videoposnetkih z Mednarodne vesoljske postaje. Bistvo splošne teorije relativnosti je, da mora vse pasti skupaj v prostem padu. Tako kot pri pospeševanju proti gravitaciji, noben poskus ne bi mogel razlikovati med učinki prostega pada v gravitacijskem polju in bivanja v globokem vesolju daleč od kakršnih koli sil.

## Izjava paradoksa
Če se združi ti dve osnovni dejstvi splošne teorije relativnosti in elektrodinamike, se zdi, da se naleti na paradoks. Če se namreč spusti nevtralni delec in nabiti delec skupaj v gravitacijsko polje, bi moral nabiti delec začeti sevati, ko se pospešuje pod gravitacijo, s čimer izgublja energijo in se upočasnjuje glede na nevtralni delec. Potem bi lahko prosti padajoči opazovalec ločil prosti pad od resnične odsotnosti sil, ker bi bil nabiti delec v prostopadajočem laboratoriju povlečen navzgor glede na nevtralne dele laboratorija, čeprav ni bilo očitnih električnih polj.
Enakovredno se lahko razmišlja o nabitem delcu, ki miruje v laboratoriju na Zemljinem površju. Da bi miroval, mora biti podprt z nečim, kar nanj izvaja silo navzgor. Ta sistem je enakovreden bivanju v vesolju s stalnim pospeškom navzgor pri 1 {\displaystyle g\!\,} in ve se, da bi nabiti delec, pospešen navzgor pri 1 {\displaystyle g\!\,}, seval. Zakaj se ne vidi sevanja nabitih delcev v mirovanju v laboratoriju? Zdi se, da bi se lahko razlikovalo med gravitacijskim poljem in pospeševanjem, ker električni naboj očitno seva le, ko ga gibanje pospešuje, ne pa z gravitacijo.

## Rohrlichova razrešitev
Razrešitev tega paradoksa, tako kot paradoksa dvojčkov in paradoksa lestve, pride z ustrezno skrbjo pri razlikovanju opazovalnih sistemov. Ta razdelek sledi Rohlichovi analizi (1965),:§ 8–3 ki pokaže, da nabiti delec in nevtralni delec padata enako hitro v gravitacijskem polju. Podobno nabiti delec, ki miruje v gravitacijskem polju, ne seva v svojem mirujočem sistemu, ampak to počne v sistemu prostopadajočega opazovalca.:13–14  Načelo ekvivalentnosti je ohranjeno za nabite delce.
Ključno je spoznati, da zakoni elektrodinamike, Maxwellove enačbe, veljajo le znotraj inercialnega opazovalnega sistema, to je v sistemu, v katerem vse sile delujejo krajevno, in ni neto pospeška, ko so neto krajevne sile enake nič. Sistem je lahko v prostem padu pod gravitacijo ali daleč v vesolju stran od kakršnih koli sil. Zemljino površje ni inercialni opazovalni sistem, saj se nenehno pospešuje. Ve se, da Zemljino površje ni inercialni opazovalni sistem, ker telo, ki tam miruje, morda ne bo ostalo v mirovanju – telesa v mirovanju padejo na tla, ko se jih spusti. Gravitacija je nekrajevna navidezna »sila« znotraj sistema Zemljinega površja, tako kot centrifugalna »sila«. Zato se ne da naivno formulirati pričakovanj na podlagi Maxwellovih enačb v tem sistemu. Zanimivo je, da se zdaj razume, da Maxwellove enačbe posebne teorije relativnosti ne veljajo, strogo gledano, na Zemljinem površju, čeprav so bile odkrite v električnih in magnetnih poskusih, izvedenih v laboratorijih na Zemljinem površju. (To je podobno temu, kako koncepti mehanike v inercialnem opazovalnem sistemu niso uporabni za Zemljino površje, tudi če se ne upošteva gravitacije zaradi njenega vrtenja – primerjaj npr. Foucaultovo nihalo, vendar so bili prvotno ugotovljeni z upoštevanjem zemeljskih poskusov in intuicij.) Zato se v tem primeru ne da uporabiti Maxwellovih enačb za opis padajočega naboja glede na »podprtega«, neinercialnega opazovalca.
Maxwellove enačbe je mogoče uporabiti glede na opazovalca v prostem padu, ker je prosti pad inercialni opazovalni sistem. Tako je izhodišče premislekov obravnava v opazovalnem sistemu prostega pada v gravitacijskem polju – za »padajočega« opazovalca. V opazovalnem sistemu prostega pada imajo Maxwellove enačbe svojo običajno, ravno prostorskočasovno obliko za padajočega opazovalca. V tem opazovalnem sistemu sta električno in magnetno polje naboja preprosta: padajoče električno polje je le Coulombovo polje mirujočega naboja, magnetno polje pa je enako nič. Poleg tega je treba upoštevati, da se že od začetka gradi načelo ekvivalentnosti, vključno s predpostavko, da nabiti delec pada enako hitro kot nevtralni delec.
Polja, ki jih meri opazovalec, ki stoji na Zemljinem površju, so različna. Glede na da električna in magnetna polja v padajočem opazovalnem sistemu je treba ta polja transformirati v opazovalni sistem podprtega opazovalca. Ta manipulacija ni Lorentzeva transformacija, ker imata opazovalna sistema relativni pospešek. Namesto tega je treba uporabiti aparat splošne teorije relativnosti.
V tem primeru je gravitacijsko polje navidezno, saj ga je možno »transformirati« z ustrezno izbiro koordinatnega sistema v padajočem opazovalnem sistemu. Za razliko od celotnega Zemljinega gravitacijskega polja, se tu predpostavlja, da je prostor-čas krajevno raven, tako da je tenzor ukrivljenosti enak nič. Enakovredno so premice gravitacijskega pospeška povsod vzporedne, brez konvergenc, ki bi jih bilo mogoče izmeriti v laboratoriju. Potem se lahko najsplošnejša statična, za ravni prostor, cilindrična metrika in ločni element zapišeta kot:
{\displaystyle c^{2}\mathrm {d} \tau ^{2}=u^{2}(z)c^{2}\mathrm {d} t^{2}-\left({\frac {c^{2}}{g}}{\frac {\mathrm {d} u}{\mathrm {d} z}}\right)^{2}\mathrm {d} z^{2}-\mathrm {d} x^{2}-\mathrm {d} y^{2}\!\,,}
kjer je {\displaystyle c\!\,} hitrost svetlobe, {\displaystyle \tau \!\,} lastni  čas, {\displaystyle x,y,z,t\!\,} običajne koordinate prostor-časa, {\displaystyle g\!\,} pospešek gravitacijskega polja, {\displaystyle u(z)\!\,} pa poljubna funkcija koordinate, ki se mora približati opazovani newtonovski vrednosti {\displaystyle 1+gz/c^{2}\!\,}. Ta formula je metrika za gravitacijsko polje, ki ga meri podprti opazovalec.
Medtem je metrika v opazovalnem sistemu padajočega opazovalca preprosto metrika Minkowskega:
{\displaystyle c^{2}\mathrm {d} \tau ^{2}=c^{2}\mathrm {d} t'^{2}-\mathrm {d} z'^{2}-\mathrm {d} x'^{2}-\mathrm {d} y'^{2}\!\,.}
Iz teh dveh metrik je Rohrlich skonstruiral koordinatno transformacijo med njima:
{\displaystyle {\begin{aligned}x'&=x,\\y'&=y,\\{\frac {g}{c^{2}}}(z'-z_{0}')&=u(z)\cosh \left({\frac {g}{c}}(t-t_{0})\right)-1,\\{\frac {g}{c}}(t'-t_{0}')&=u(z)\sinh \left({\frac {g}{c}}(t-t_{0})\right)\!\,.\end{aligned}}}
Ko se ta koordinatna transformacija uporabi za električna in magnetna polja naboja v mirovnem opazovalnem sistemu, se ugotovi, da seva. Rohrlich je poudaril, da ta naboj ostaja v mirovanju v svojem opazovalnem sistemu prostega pada, tako kot bi nevtralni delec. Poleg tega je stopnja sevanja za te razmere invariantna po Lorentzu, vendar ni invariantna glede na zgornjo koordinatno transformacijo, ker ni Lorentzeva transformacija.
Kaj pa podprti naboj? Ali ne seva zaradi načela ekvivalentnosti? Če se želi odgovoriti na to vprašanje, je treba začeti znova v padajočem opazovalnem sistemu.
Kot se opazi iz opazovalnega sistema prostega pada, se zdi, da je podprti naboj enakomerno pospešen navzgor. Zgled stalnega pospeška naboja je obravnaval Rohrlich.:§ 5–3 Našel je naboj {\displaystyle e\!\,} enakomerno pospešen s stopnjo {\displaystyle g\!\,}, ki ima stopnjo sevanja, podano z Lorentzevo invarianto:
{\displaystyle R={\frac {2}{3}}{\frac {e^{2}}{c^{3}}}g^{2}\!\,.}
Ustrezna električna in magnetna polja pospešenega naboja so podana tudi pri Rohrlichu.:§ 5–3 Za iskanje polj naboja v podprtem opazovalnem sistemu se polja enakomerno pospešenega naboja transformirajo v skladu s predhodno podano koordinatno transformacijo. Ko je to storjeno, se v podprtem sistemu ne najde nobenega sevanja od podprtega naboja, ker je magnetno polje v tem sistemu enako nič. Rohrlich je ugotovil, da gravitacijsko polje nekoliko popači Coulombovo polje podprtega naboja, vendar ne dovolj, da bi se ga lahko opazovalo. Čeprav je bil Coulombov zakon odkrit v podprtem sistemu, splošna teorija relativnosti pove, da polje takšnega naboja ni natančno enako {\displaystyle 1/r^{2}\!\,}.

### Kje je sevanje?
Sevanje podprtega naboja, gledano v opazovalnem sistemu prostega pada (ali obratno), je nekakšna posebnost – kam gre? David George Boulware (1980) je ugotovil, da gre sevanje v območje prostor-časa, ki je nedostopno sopospeševalnemu, podprtemu opazovalcu. Dejansko ima enakomerno pospešeni opazovalec dogodkovno obzorje in obstajajo področja prostor-časa, ki so temu opazovalcu nedostopna. Camila de Almeida in Alberto Saa (2006) sta podala dostopnejšo obravnavo dogodkovnega obzorja pospešenega opazovalca.